# マーセッド・コミュニティカレッジ
マーセッド大学（英:Merced Community College）は、1962年2月27日に創立された、アメリカ合衆国カリフォルニア州マーセッド市にある二年制大学である。

## 概要
2020年現在、46の専門プログラム、71の準学士号取得プログラムがあり、約16,000名の学生、うち99名の留学生(日本からの留学生が9割以上を占める)と、約300名の教授・職員が在籍している。
2018年度は522名の学生がカリフォルニア州立大学 (英: California State University, CSU) へ編入学した。また、267エーカーの敷地を利用した農業プログラムが行われていて、大学併設の農場には牛、羊、ヤギなどの家畜の飼育が行われている。
スポーツの分野においては、男女それぞれ6種目の大学スポーツがあり、フットボール場、野球場、ソフトボール場、体育館、プールなどスポーツ施設を備えている。また本大学には二つの野外音楽堂と一つの劇場があり、学生の音楽や演劇等の活動をする為に使われている。2007年には新しい図書館が増設されている。

## 学生・生活
カリフォルニア州立の二年制大学であるため、同校学生の大部分がカリフォルニア州民であり、マーセッド市周辺の都市から通う学生である。また、二年制のコミュニティカレッジであるため、大学内に寮施設等は無く、学生は自宅からの通学やアパートを借りて大学周辺に住んでいる。

## 部活動
マーセッド大学には、男子6種目、女子6種目の部活動が設置されている。マーセッド大学のスポーツチームはBlue Devilsという愛称で呼ばれている。
【男子】
- 野球部 (Baseball)

- バスケットボール部 (Basketball)
- アメフト部 (Football)
- 水泳部 (Swimming&Diving)
- 陸上部 (Track&Field)
- 水球部 (Water Polo)

【女子】
- バスケットボール部 (Basketball)
- ソフトボール部 (Softball)
- 水泳部 (Swimming&Diving)
- 陸上部 (Track&Field)
- バレーボール部 (Volleyball)
- 水球部 (Water Polo)

## 学生クラブ
マーセッド大学には29の大学生徒会認可のクラブが存在し、大学内を中心として盛んに活動している。
- Merced Campus
【Honor Society】
- Alpha Gamma Sigma
- Phi Theta Kappa
- Veterans

【Student Clubs】
- Anthropology Club
- Blue Devils Ballers
- Book Club
- Black Student Union
- College Entropenuers Club
- Cheerleading Team
- Chi Alpha
- Christians on Campus
- Computer Science Club
- Diverse Ideas 7 Viewpoints Club
- French Club
- Foodies, Farming & Fitness
- Geology & Natural Sciences
- Hellholt Bellagarth
- History Club
- International Club
- Movimiento Estudiantil Chican @ de Aztlan (M.E.Ch.A):Merced
- Merced College Film Club
- Merced Sports Community
- Poetry Club
- Pre Health Club
- Psychology Club
- Soccer Club
- Wrestling Club

- Los Banos Campus
- Movimiento  Estudiantil Chican@ de Aztlan (M.E.Ch.A)
- Social Science Club

## 学問・専攻
マーセッドカレッジには大きく分けて、Associates Degree, Associates Degree for Transfer, Certificateの３つの学位を提供している。
11種類の理系専攻科目、9種類の編入用理系専攻科目、35種類の文系専門科目、16種類の編入用文系専攻科目の中から自分にあった専攻を選ぶことができる。また、46種類ある職業訓練専門プログラムからも選択が可能である。

### Associate in Science Degree
- 農学部 (Agriculture)
  - 農業ビジネス学 (Agricultural Business)
  - 動物科学 (Animal Science)
  - ディーゼル機器技術学 (Diesel Equipment Technology)

- STEM: 科学技術工学・数学部 (Science Technology Engineering and Mathematics)
  - 生物科学 (Biological Science)
  - バイオテクノロジー産業学 (Biotechnology-Industry)
  - 化学 (Chemistry)
  - 管理情報システム学 (Management Information Systems)
  - 工学 (Engineering)
  - 技術工学 (Engineering Technology)

- 健康・公衆安全学部 (Health and Public Safety)
  - 看護学: 公認 (Nursing, Registered)
  - 放射線診断技術学 (Diagnostic Radiologic Technology)

### Associate in Science Degree for Transfer
- ビジネス学部 (Business)
  - 経営管理学 (Business Administration)

- 社会科学・社会教育学部 (Social Sciences and Education)
  - 幼児教育学 (Early Childhood Education)

- STEM: 科学技術工学・数学部 (Science Technology Engineering and Mathematics)
  - コンピューター科学 (Computer Science)
  - 地理学 (Geography)
  - 数学 (Mathematics)
  - 物理学 (Physics)

- 健康・公衆安全学部 (Health and Public Safety)
  - 司法学 (Administration of Justice)

- 産業製造学部 (Industry and Manufacturing)
  - CADドラフティング学: 建築 (CAD Drafting - Architectural)
  - CADドラフティング学: 機械 (CAD Drafting - Mechanical)

### Associate in Arts Degree
- 人文・言語・美術・舞台芸術学部 (Humanities, Languages, Fine and Performing Arts)
  - 美術学 (Art)
  - フランス語学 (French)
  - ドイツ語学 (German)
  - 健康科学 (Health Sciences)
  - 人文科学 (Humanities)
  - 産業メンテナンス技術学 (Industrial Maintenance Technology)
  - 国際学 (International Studies)
  - 音楽 (Music)
  - 劇場芸術学 (Theatre Arts)

- 産業製造学部 (Industry and Manufacturing)
  - 自動車技術学 (Automotive Technology)
  - マスターオート技術学 (Master Auto Technology)
  - コンピュータ・ネットワーク技術学 (Computer&Networking Technology)
  - 電気技術者学 (Electronics Technician)
  - 産業電気技術者学 (Industrial Electonics Technician)
  - 計装・プロセス制御技術学 (Instrumentation and Process Control Technology)
  - 業務用冷凍技術者学 (Commercial Refrigeration Technician)
  - HVAC技術者学 (HVAC Technician)
  - 溶接技術学 (Welding Technology)

- ビジネス学部 (Business)
  - 会計学 (Accounting)
  - 医療オフィス管理学 (Administrative Medical Office Professional)
  - 一般ビジネス学 (General Business)
  - 管理/監督トレーニング学 (Management/Supervisory Training)
  - マーケティング学 (Marketing)
  - 不動産学 (Real Estate)
  - 中小企業起業学 (Small Business Entrepreneurship)

- 社会科学・社会教育学部 (Social Sciences and Education)
  - 幼児発達学 (Child Development)
  - 福祉サービス学 (Human Services)
  - リベラルアーツ学 (Liberal Studies)
  - 心理学 (Psychology)
  - 社会行動科学 (Social and Behavioral Sciences)

- 健康・公衆安全学部 (Health and Public Safety)
  - 刑事司法学 (Criminal Justice)
  - 消防技術学 (Fire Technology)
  - 食物栄養学 (Foods and Nutrition)
  - 体育学 (Physical Education)
  - 看護学: 職業訓練 (Nursing, Vocational)

### Associate in Arts Degree for Transfer
- 社会科学・社会教育学部 (Social Sciences and Education)
  - 人類学 (Anthropology)
  - コミュニケーション学 (Communication Studies)
  - 地理学 (Geography)
  - 歴史学 (History)
  - 小学校教諭教育学 (Elementary Teacher Education)
  - 心理学 (Psychology)
  - 社会学 (Sociology)

- 人文・言語・美術・舞台芸術学部 (Humanities, Languages, Fine and Performing Arts)
  - スタジオ芸術学 (Art)
  - 英語学 (English)
  - 音楽 (Music)
  - 哲学 (Philosophy)
  - スペイン語学 (Spanish)
  - 小学校教諭教育学 (Elementary Teacher Education)
  - 劇場芸術学 (Theatre Arts)

- ビジネス学部 (Business)
  - 経済学 (Economics)

- 健康・公衆安全学部 (Health and Public Safety)
  - 運動学 (Kinesiology)

### Certificate
- 農学部 (Agriculture)
  - 農業化学 (Agricultural Chemicals)
  - 農業ビジネス学 (Agricultural Business)
  - 動物科学 (Animal Science)
  - 小型出力機器学 (Compact Power Equipment)
  - ディーゼル機器技術学 (Diesel Equipment Technology)

- 産業製造学部 (Industry and Manufacturing)
  - ボディーフェンダー学 (Automotive Technology)
  - エンジン性能学 (Engine Performance)
  - マスターオート技術学 (Master Auto Technology)
  - サスペンション・ブレーキ学 (Suspension and Brakes)
  - トランスミッション学 (Transmission)
  - CADドラフティング学: 建築設計 (CAD Drafting - Architectural Design)
  - CADドラフティング学: 機械設計 (CAD Drafting - Mechanical Design)
  - CADドラフティング学: 建築 (CAD Drafting - Architectural)
  - CADドラフティング学: 機械 (CAD Drafting - Mechanical)
  - CADオペレーター学 (CAD Operator)
  - コンピュータ・ネットワーク技術学 (Computer&Networking Technology)
  - 電気技術者学 (Electronics Technician)
  - 産業電気技術者学 (Industrial Electonics Technician)
  - 計装・プロセス制御技術学 (Instrumentation and Process Control Technology)
  - 業務用冷凍技術者学 (Commercial Refrigeration Technician)
  - HVAC技術者学 (HVAC Technician)
  - 高度溶接・金属加工学 (Advanced Welding and Metal Fabrication)
  - 入門レベル溶接学 (Entry Level Welding) - パイプ溶接技術学 (Pipe Welding Technology)

- STEM: 科学技術工学・数学部 (Science Technology Engineering and Mathematics)
  - バイオテクノロジー産業学 (Biotechnology-Industry)
  - バイオテクノロジー学 (Biotechnology)

- ビジネス学部 (Business)
  - 会計学 (Accounting)
  - 医療オフィス管理学 (Administrative Medical Office Professional)
  - 一般ビジネス学 (General Business)
  - 管理/監督トレーニング学 (Management/Supervisory Training)
  - マーケティング学 (Marketing)
  - 不動産学 (Real Estate)
  - 中小企業起業学 (Small Business Entrepreneurship)

- 社会科学・社会教育学部 (Social Sciences and Education)
  - 幼児発達学: 早期介入アシスタント (Child Development: Early Intervention Assistant Specialization)
  - 幼児発達学: 家族危機 (Child Development: Families in Crisis Specialization)
  - 幼児発達学: 乳児/幼児ケア (Child Development: Infant/Toddler Care Specialization)
  - 幼児発達学: 学童ケア (Child Development: School Age Care Specialization)
  - 福祉サービス学 (Human Services)

- 健康・公衆安全学部 (Health and Public Safety)
  - 刑事司法学 (Criminal Justice)
  - 救急医療学 (Emergency Medical Care)
  - 消防技術学 (Fire Technology)
  - 食物栄養学 (Foods and Nutrition)
  - 栄養士学 (Dietetic Service Supervisor)
  - 看護学: 職業訓練 (Nursing, Vocational)
  - 放射線診断技術学 (Diagnostic Radiologic Technology)
  - 診断医療超音波検査学 (Diagnostic Medical Sonography)

- 人文・言語・美術・舞台芸術学部 (Humanities, Languages, Fine and Performing Arts)
  - 産業メンテナンス技術学 (Industrial Maintenance Technology)

## キャンパス
・マーセッドキャンパス（メインキャンパス)
・ロスバノス(Los Banos)キャンパス
・その他の大学施設
・ビジネスリソースセンター

## 提携校
・カリフォルニア大学マーセッド校（英：University of California, Merced)
・関西外国語大学短期大学部
2015年より関西外国語大学短期大学部とダブルディグリープログラム（所定の単位を取得することによって、関西外国語大学の「短期大学士号」とマーセッド大学の「Associate Degree」の二つの学位が授与されるプログラム）が設立された。

## 留学生の入学基準
TOEFL (Test of English as a Foreign Language)
･iBT 45-46
･ITP 450
･PBT 450
IELTS (International English Language Testing System)
･Score 5
EIKEN (日本英語能力検定)
･2A　（2級A）